# Østerfælled Kaserne
Østerfælled Kaserne (ofte omtalt som Gardehusarkasernen og senere Østerbrogades Kaserne) var en større kaserne på Øster Fælled på Østerbro i København, der blev opført 1896-1898 ved arkitekt Eugen Jørgensen og kaptajn Bierring i en nybarok stil med røde mursten, hvide palævinduer og mansardtage tækket med blåglaserede tegl.
De stilfulde bygninger er tegnet af arkitekt Eugen Jørgensen som et symmetrisk anlæg i palæstil, så de fremtræder med en stram militær karakter. Hovedindgangen har to symmetriske portbygninger.
Da husarene i august 1940 flyttede til Næstved, blev Østerfælled Kaserne omdøbt til Østerbrogades Kaserne. Efter afslutningen på 2. verdenskrig flyttede Sjællandske Luftværnsregiment samt 10. (luftværns)artilleriafdeling (10 AA) fra Artillerivejs Kaserne til Østerbrogades Kaserne i november 1945. I 1960'erne fik sprogofficersuddannelsen tillige til huse på Østerbrogades Kaserne. Luftværnsregimentet blev i 1970 tilbageført til Kronens Artilleriregiment på Sjælsmarks Kaserne. Omkring 1970 flyttede Forsvarsakademiet ind i bygningerne, hvor de havde til huse til august 1992, hvor akademiet rykkede til Svanemøllens Kaserne. Derefter satte Forsvaret kasernen til salg. Kasernen var militærpolitiskole i slut 60’erne og ind i 70’erne

## Tiden efter Forsvaret
I 1993 blev kasernearealet med bygninger købt af Pædagogernes Pensionskasse (PBU), delvist nedrevet, ombygget til butikscenter og bebygget med boliger. Det vakte fuore, at pensionskassen ulovligt nedrev kasernens fægtehal i 1993 da den stod i vejen for byggeriet, inden at en igangværende vurdering om bygningens eventuelle bevaringsværdighed var tilendebragt. Handlingen blev takseret til en bøde på 50.000 kr. Det nye butiks- og boligområde fik navnet Østerfælled Torv. 
Gardehusarregimentet tog ved fraflytningen kasernens to oprindelige portlygter med sig, hvorfor de derefter i næsten 70 år manglede på de to portsøjler, der flankerer indgangsportalen til kaserneanlægget. Der forelå imidlertid en gammel aftale om, at når Gardehusarregimentet ikke mere havde brug for lamperne skulle de vende tilbage til deres oprindelige pladser.
Ved en højtidlighed den 2. april 2009 blev de to næsten 1½ m. høje og nyrenoverede lygter officielt genindviet på deres oprindelige pladser. Ved lejligheden var foruden Gardehusarregimentes eskadron på 25 heste, kammerherre, oberst I.H. Sørensen, overborgmester Ritt Bjerregaard samt teknik- og miljøborgmester Klaus Bondam til stede.

## Billeder
- De to portbygninger ved hovedindgangen
- Bygningen, der i dag huser Republiques lille scene